# 段慶
段慶（？—1307年），亦称信苴庆、段阿庆，段實之子（或為段忠之子），是蒙古轄下的第四位大理總管。
至元十八年（1281年），随父觐见元世祖，被留宿卫东宫。至元二十一年（1284年），於段忠死後繼任大理总管（一作元成宗大德四年即1300年袭职）。大德三年（1299年），奉敕征交趾（今越南），后受封为宣武將軍，並妻以公主，同時兼任镇国上将军、大理、金齿等处宣慰使都元帅，佩金虎符。
大德十一年（1307年）段慶入京觀見時，被授為雲南省参政，同年卒。由其弟弟段正继任大理總管之職。 